# Ma cabane au Canada
Ma cabane au Canada est une chanson célèbre de Line Renaud qui fut éditée dans un single  sorti en 1949. C'est l'un des plus gros succès musicaux de l'année en France avec plus de 800 000 exemplaires vendus en moins de six mois.

## Récompenses
- Grand Prix du disque 1949